# Pietra Ligure
Pietra Ligure är en italiensk badort som ligger i provinsen Savona regionen Ligurien ganska nära den franska gränsen. Kommunen hade 8 731 invånare (2018) och gränsar till kommunerna Bardineto, Boissano, Borgio Verezzi, Giustenice, Loano och Tovo San Giacomo.
Finale Ligure är en ort som ligger ytterst nära Pietra Ligure men det är heller inte långt till Savona (20 km) eller Bossiano.